# ARM Cortex-A510
L'ARM Cortex-A510 és el successor de l'ARM Cortex-A55 i la primera CPU ARMv9 " LITTLE" d'alta eficiència. És el company del nucli "gran" ARM Cortex-A710. És una CPU de 64 bits de full neta dissenyada per l'equip de disseny de Cambridge d'ARM Holdings.

## Disseny
El Cortex-A510 és un nucli de CPU "PET" centrat en l'alta eficiència, que aporta les millores següents de la darrera generació:
- Disseny en ordre de 3 amples, el Cortex-A55 tenia 2 amples.
- El front-end d'obtenció i descodificació de 3 amples, així com l'emissió i execució de 3 amples al back-end, que inclou 3 ALU.

- Augment del rendiment del 35% en comparació amb Cortex-A55
- Un 20% més eficient energèticament que el Cortex-A55
- 3x ML elevació[4]

ARM va anunciar una actualització per al nucli de la CPU Cortex-A510 el 28 de juny de 2022 juntament amb altres nuclis de la CPU. L'actualització va millorar l'eficiència energètica en un 5% i l'escalabilitat de fins a 8 nuclis fins a 12 nuclis.

## Ús
El nucli de la CPU Cortex-A510 s'utilitza en els següents SoC:
- Qualcomm Snapdragon 8 gen 1[6] Snapdragon 8+ gen 1[7] Snapdragon 8 gen 2[8] Snapdragon 7 gen 1[9] Snapdragon 7+ gen 2[10]
- MediaTek Dimensity 9200+[11] Dimensity 9200[12] Dimensity 9000+[13] Dimensity 9000[14] Dimensity 7200[15]
- Samsung Exynos 2200[16]